# Ортаарал
Ортаарал (каз. Ортаарал) — упразднённое село в Аягозском районе Абайской области Казахстана. Входило в состав Тарбагатайского сельского округа. Код КАТО — 633487500. Исключено из учётных данных в 2024 году.

## Население
В 1999 году население села составляло 169 человек (86 мужчин и 83 женщины). По данным переписи 2009 года, в селе проживал 151 человек (77 мужчин и 74 женщины).